# Единый Иерусалим
«Единый Иерусалим» (англ. One Jerusalem) — некоммерческая организация, ставящая целью «сохранение единого Иерусалима как неделимой столицы Израиля». Основана в ответ на саммит в Кэмп-Дэвиде (2000), в частности, из-за опасений, что он может привести к новому разделу Иерусалима.
Возглавляемая бывшим израильский вице-премьером Натаном Щаранским, организация существует исключительно на общественные пожертвования. На веб-сайте организации указано, что она «организует, обучает и объединяет сторонников в Израиле и во всех демократических странах, чтобы мы могли просвещать избранных правительственных чиновников».

## Деятельность

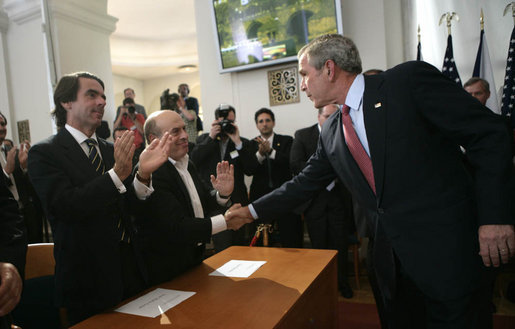
Президент США Джордж Буш и основатель «Единого Иерусалима» Натан Щаранский

Первый митинг, организованный «Единым Иерусалимом», прошёл в январе 2001 года в знак протеста против предложения о разделе Иерусалима, рассматривавшегося на саммите в Кэмп-Дэвиде премьер-министром Эхудом Бараком. Как выразился мэр города Эхуд Ольмерт, «это не просто демонстрация, но собрание, на котором мы выражаем свою горечь из-за раздела, угрожающего Иерусалиму».
Аналогичный митинг проводился «Единым Иерусалимом» в 2007 году, перед конференцией в Аннаполисе и сопровождался лазерным шоу, наглядно продемонстрировавшим короткое расстояние от арабских до еврейских районов Иерусалима, уязвимость последних для ракетных и миномётных обстрелов и риски для безопасности Израиля, вытекающие из потенциального раздела его столицы.